# Gulden Holenderskich Indii

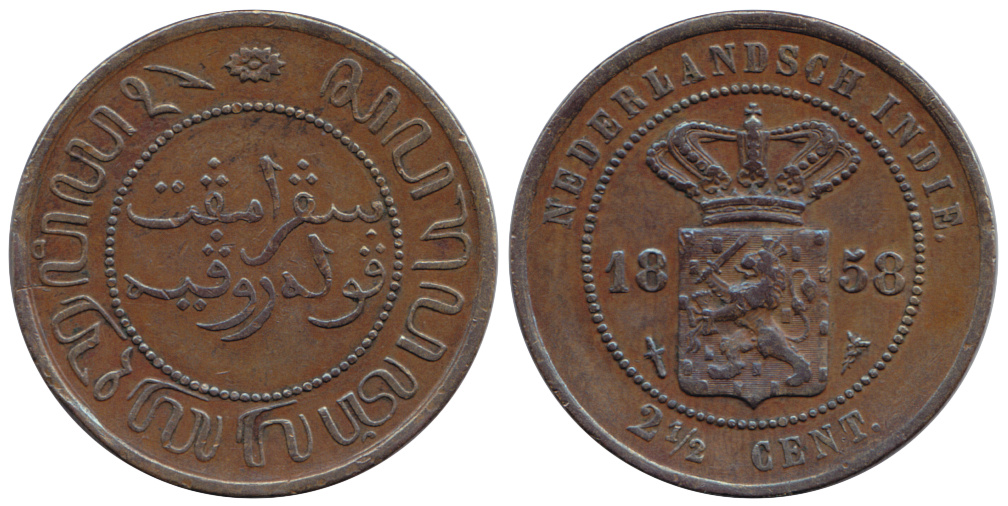
Moneta 2½ centa 1858, miedź.

Gulden Holenderskich Indii – waluta w latach 1826–1945.
Od 1814 do 1841 roku gulden dzielił się na 32 stuivery, a 1 stuiver na 3 centy. Monety występowały w nominałach
1/2 centa (miedź 1856–1909, brąz 1915–45) 1 cent (miedź 1833–40 i 1855–1912, brąz 1914–1929 i 1936–45 (z otworem)). 2 centy (miedź 1833–1841). 2 1/2 centa (miedź 1856–1913, brąz 1914–45) 1/20 guldena (srebro 1854–55, od 1913–22 jako 5 centów) 1/10 guldena (srebro 1854–1945). 1/4 guldena (srebro 1826–40 z portretem Wilhelma I, 1854–1945) 1/2 guldena (srebro 1826–34 z portretem Wilhelma I) 1 gulden (srebro 1839–40 z portretem Wilhelma I, 1940 z portretem Wilhelminy) 2 1/2 guldena (srebro z portretem Wilhelminy)
oraz banknoty w nominałach: 50 centów, 1, 2 1/2 guldena, 5,10,25,50,100,200,500 i 1000 guldenów.